# Tacoma Defiance
El Tacoma Defiance es un equipo de fútbol de los Estados Unidos, de la ciudad de Tacoma, Washington. Fue fundado en 2014 y actualmente juega en la MLS Next Pro.

## Historia
Fue fundado el 14 de octubre de 2014 en la ciudad de Seattle, Washington como uno de los equipos de expansión de la USL PRO (hoy en día USL Championship) para la temporada 2015, y es un equipo filial de Seattle Sounders FC, equipo en el que sus aficionados tienen el 20% de las acciones del club con el fin de generar confianza en sus aficionados.

## Jugadores

### Equipo 2024
Incluye jugadores a préstamo desde el primer equipo, jugadores del SuperDraft y jugadores a prueba.